# Calliagh

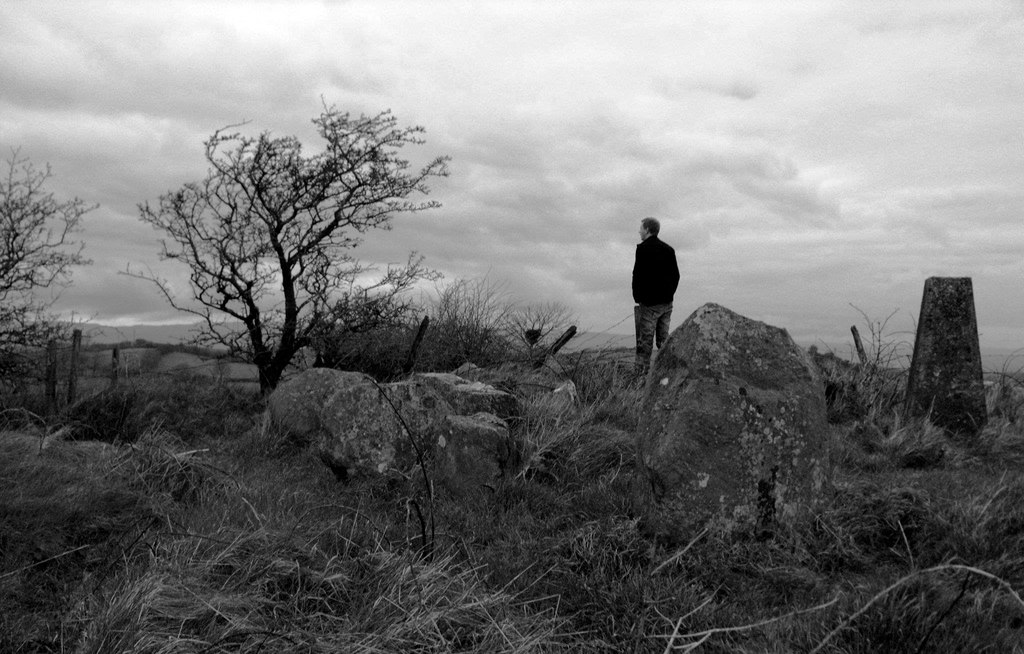
Calliagh Wedge Tomb

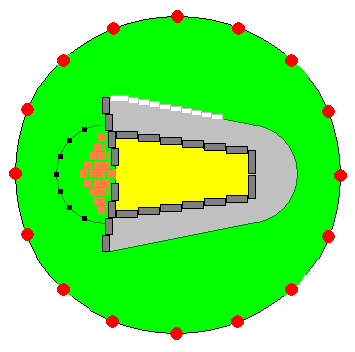
Idealtypisches Wedge Tomb Island (Co. Cork)

Das stark gestörte zwischen 4000 und 2500 v. Chr. in der Jungsteinzeit errichtete Wedge  Tomb von Calliagh (irisch An Chailleach) liegt etwa 8,0 km südwestlich von Monaghan im County Monaghan in Irland auf einem Drumlin. Wedge Tombs (deutsch „Keilgräber“), früher auch wedge-shaped gallery grave genannt, sind doppelwandige, ganglose, mehrheitlich ungegliederte Megalithanlagen der späten Jungsteinzeit und der frühen Bronzezeit und besonders typisch für die Westhälfte Irlands.
Calliagh besteht aus großen Steinen und hat eine etwa 7,5 Meter lange Galerie mit Resten von Doppelwänden, vor allem auf der Südseite. An der Vorderseite befindet sich eine Vorkammer, die durch eine seitliche Platte von der Hauptgalerie getrennt ist. Im Inneren lehnt ein Stein gegen eine der Wände. Er ist zu klein, um ein Deckstein gewesen zu sein. Er könnte jedoch ein gelegentlich beobachteter Orthostat sein, der ursprünglich die Trennung des Zugangs bewirkte. Einige Decksteine sind verlagert erhalten. An der Vorderseite und einer Seite des fast 20,0 m langen und über 10,0 m breiten Hügels stehen zwei etwa 2,0 Meter hohe Steine, die originale Menhire oder verlagerte Decksteine sein könnten. Aufrechte Steine an der Rückseite der Megalithanlage könnten Teil des ursprünglichen Randsteinkante sein.